# Jiangguanchi (köpinghuvudort i Kina, Henan Sheng, lat 34,00, long 113,87)
Jiangguanchi (kinesiska: 将官池镇) är en köpinghuvudort i Kina. Den ligger i provinsen Henan, i den centrala delen av landet, omkring 87 kilometer söder om provinshuvudstaden Zhengzhou. Antalet invånare är 83 159. Befolkningen består av 40 915 kvinnor och 42 244 män. Barn under 15 år utgör 18,0 %, vuxna 15-64 år 74 %, och äldre över 65 år 6,0 %.
Runt Jiangguanchi är det tätbefolkat, med 819 invånare per kvadratkilometer. Närmaste större samhälle är Jiangguanchi, 15,3 km norr om Jiangguanchi. Trakten runt Jiangguanchi består till största delen av jordbruksmark.
Genomsnittlig årsnederbörd är 847 millimeter. Den regnigaste månaden är september, med i genomsnitt 154 mm nederbörd, och den torraste är januari, med 6 mm nederbörd.